# Natsume (prénom)
Pour les articles homonymes, voir Natsume.
Natsume (なつめ) est un prénom japonais mixte. Il peut s'écrire あいの en hiragana ou ナツメ katakana ou bien en kanji.

## En kanjis
Ce prénom s'écrit entre autres sous les formes suivantes :
Forme plutôt masculine :
- 棗 : jujubier (arbre)
- 夏芽 : été et bourgeon

Formes plutôt féminines :
- なつ芽 : les sons na et tsu et bourgeon
- 七月芽 : le son na, lune et bourgeon
- 夏女 : été et féminin
- 夏明 : été et brillant/clair
- 夏眸 : été et pupille
- 夏萌 : été et pousse
- 夏雅 : été et élégant
- 納女 : payer/offrir et féminin
- 奈つめ : pomme sauvage, les sons tsu et me
- 奈津女 : pomme sauvage, port et féminin
- 奈津愛 : pomme sauvage, port et amour
- 奈津芽 : pomme sauvage, port et bourgeon
- 奈都召 : pomme sauvage, grande ville et appeler
- 奈都目 : pomme sauvage, grande ville et œil
- 菜津女 : pomme sauvage, port et féminin
- 菜摘芽 : pomme sauvage et bourgeon
- 那津芽 : nombreux, port et bourgeon
- 那月女 : nombreux, lune et féminin

## Personnes célèbres
- (f) Natsume Ono (オノ ナツメ) née en 1977, est une mangaka japonaise.
- (m) Natsume Taira (平良 夏芽) né en 1941, est un ecclésiastique et missionnaire chrétien japonais (Église unie du Christ au Japon).

## Dans les œuvres de fiction
- Natsume Hyuuga (日向棗) est un personnage du manga et de l'anime Gakuen Alice.
- Natsume Tsuchimikado (土御門 夏目) est un personnage du manga et de l'anime Tokyo Ravens.
- Natsume Addams est la fille de Nathan Addams, dans Yo-Kai Watch 4.
- Natsume Sakasaki( 逆先 夏目) est un personnage du jeu et de l'anime Ensemble Stars!